# Coniopteryx greenpeace
Coniopteryx greenpeace är en insektsart som beskrevs av Monserrat 1994. Coniopteryx greenpeace ingår i släktet Coniopteryx och familjen vaxsländor. Inga underarter finns listade i Catalogue of Life.